# Robert Holmberg
Robert Holmberg Pedersen (15. september 1911 i København - 28. oktober 1994) var Dagbladet Informations første direktør (1945 - 1967). Han var gift med journalist Gytte Rue fra cirka 1950 til hendes død i 1993.